# Przemysław Wojtaszczyk
Przemysław Wojtaszczyk (ur. 20 marca 1948) – polski matematyk, zajmujący się analizą funkcjonalną i teorią aproksymacji.

## Życiorys
W 1973 obronił pracę doktorską Projekcje i rozkłady Schaudera w pewnych przestrzeniach Banacha napisaną pod kierunkiem Aleksandra Pełczyńskiego. W 1977 habilitował się w Instytucie Matematycznym PAN na podstawie pracy Liniowo-topologiczne własności pewnych algebr jednostajnych i przestrzeni funkcji analitycznych, w 1984 mianowany profesorem nadzwyczajnym. Pracuje w IM PAN i Interdyscyplinarnym Centrum Modelowania Matematycznego i Komputerowego UW.
W 1979 otrzymał Nagrodę im. Stefana Banacha, a w 2023 Medal im. Stefana Banacha.